# Jelena Konstantinowna Romanowskaja
Jelena Konstantinowna Romanowskaja (russisch Елена Константиновна Романовская; * 3. Dezember, 1984 in Moskau, Sowjetunion) ist eine russische Eiskunstläuferin.
Jelena Romanowskaja begann im Alter von sieben Jahren mit dem Eiskunstlaufen. Sie wurde 2004 zusammen mit Alexander Gratschow Juniorenweltmeister im Eistanz. Trainer des Paares sind Swetlana Alexejewa und Jelena Kustarowa gewesen. Das Paar ist für den Klub Lokomotive Moskau gestartet.

## Erfolge
| Wettbewerb/Wintersaison     | 2001 | 2002 | 2003 | 2004 | 2005 | 2006 |
| --------------------------- | ---- | ---- | ---- | ---- | ---- | ---- |
| Olympische Winterspiele     | -    | -    | -    | -    | -    | -    |
| Weltmeisterschaften         | -    | -    | -    | -    | -    | 23.  |
| Juniorenweltmeisterschaften | 6.   | 3.   | 3.   | 1.   | -    | -    |
| Europameisterschaften       | -    | -    | -    | -    | -    | -    |
| Russische Meisterschaften   | -    | -    | -    | -    | 4.   | 4.   |

| Personendaten    | Personendaten                                |
| ---------------- | -------------------------------------------- |
| NAME             | Romanowskaja, Jelena Konstantinowna          |
| ALTERNATIVNAMEN  | Романовская, Елена Константиновна (russisch) |
| KURZBESCHREIBUNG | russische Eiskunstläuferin                   |
| GEBURTSDATUM     | 3. Dezember 1984                             |
| GEBURTSORT       | Moskau, Sowjetunion (Russland)               |